# Cicindela arenaria
Cicindela arenaria là một loài ground beetles bản địa của miền Cổ bắc. In châu Âu, Nó được tìm thấy ở Albania, Áo, Belarus, Bỉ, Bosna và Hercegovina, Bulgaria, Croatia, Cộng hòa Séc, Đông Thrace, Chính quốc Pháp, Đức, mainland Hy Lạp, Hungary, Chính quốc Ý, Litva, Luxembourg, Cộng hòa Macedonia, Moldova, Ba Lan, România, miền trung and miền nam Nga, Sicilia, Slovakia, Slovenia, Thụy Sĩ, Ukraina và Nam Tư.

## Hình ảnh

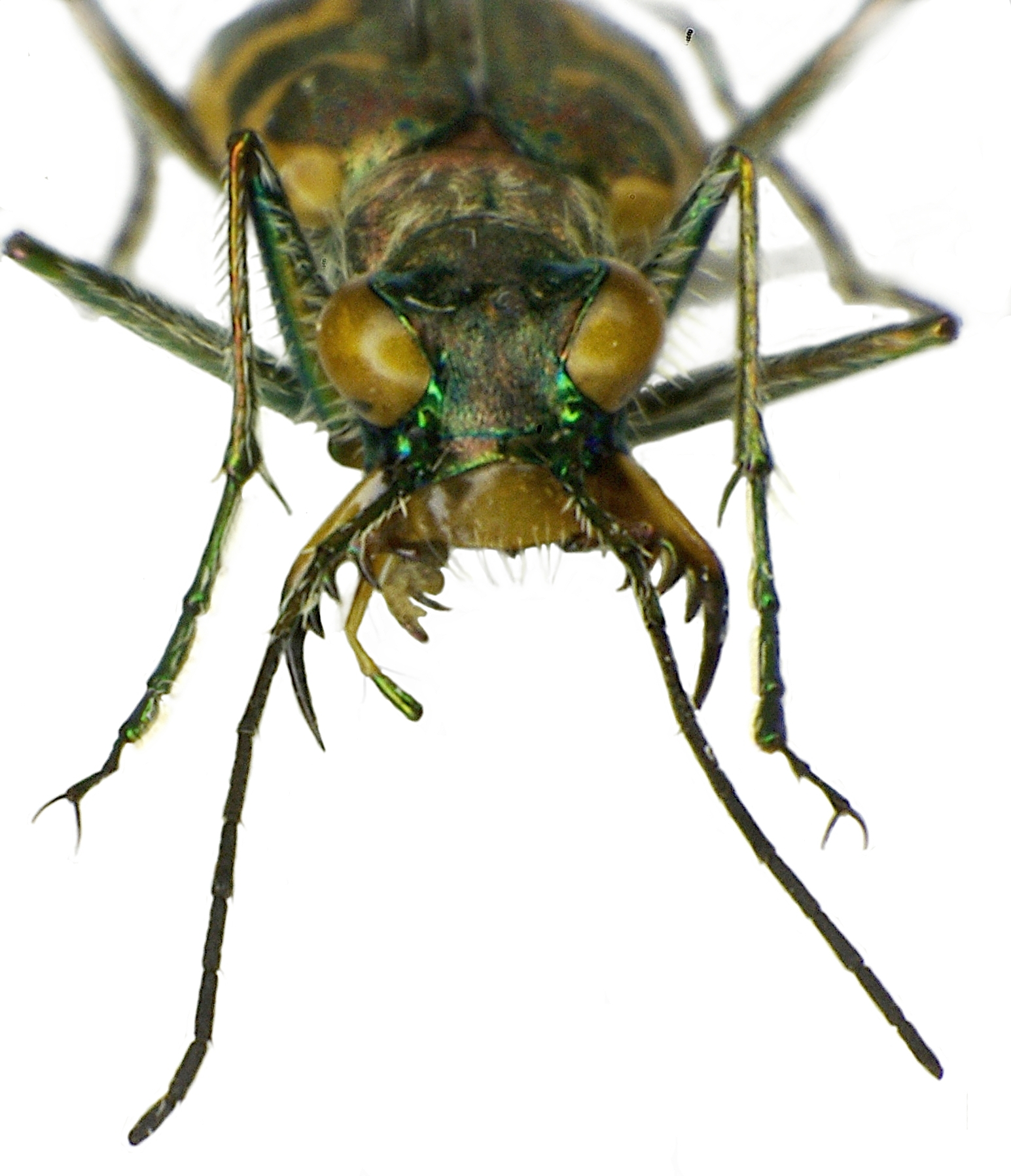